# Жуан Лоренсу
Жуан Мануел Гонсалвіш Лоренсу (5 березня 1954 , Лобіту, Бенгела ) — військовий та державний діяч Анголи, чинний президент Анголи.

## Життєпис
Народився 5 березня 1954 року в м. Лобіту. Середню освіту здобув в Анголі. Ще юнаком приєднався до МПЛА та її збройних загонів. Воював у громадянській війні 1975—2000 рр. на боці урядових сил МПЛА. У 1978—1983 рр. навчався в СРСР у військовій академії ім. Леніна. 1998—2003 — віце-голова партії МПЛА. 2003—2014 — віце-спікер парламенту Анголи. 2014—2017 — міністр оборони Анголи. На президентських виборах 23 серпня 2017 переміг від правлячої партії МПЛА. Інавгурація президентом Анголи відбулась 26 вересня 2017 р.

## Політична кар'єра
Луренцо був першим віце-президентом Національної Асамблеї з 2003 по 2014 рік. Був призначений міністром оборони у квітні 2014 року, а в серпні 2016 року був призначений віце-президентом MPLA. У вересні 2018 року він став Головою MPLA, замінивши Жозе Едуарду душ Сантуша.
У грудні 2016 року MPLA визначила Лоренсу головним кандидатом від партії на парламентських виборах 2017 року.

## Особисте життя
Одружений з Аною Афонсу Діаш Лоренсу, членом парламенту MPLA та колишнім міністром планування, яка обіймала посаду у Світовому банку у Вашингтоні до жовтня 2016 року. Мають шестеро дітей, усі вони зараз працюють у MPLA. Крім рідної мови та португальської, він вільно володіє російською, іспанською та англійською мовами.